# Приазовіт
Приазові́т (англ. priazovite) — суміш самарськіту-(Y) та мінералу, багатого на U,Ti, з групи пірохлорів (бетафіт або багатий на Ti різновид уранпірохлору). Дискредитований IMA у 2006 році.
За назвою р-ну Приазов'я, Україна (Ю. Ю. Юрк, 1941).